# Helmut Neubauer (General)
Helmut Neubauer (* 8. Juli 1941 in Trier) ist ein Generalmajor außer Dienst des Heeres der Bundeswehr. Von 1991 bis 1993 war er der erste deutsche Brigadekommandeur der Deutsch-Französischen Brigade.

## Leben
Neubauer trat 1961 in die Bundeswehr ein. Nach der Gebirgsjägerausbildung wechselte er in den Stabsdienst. Von 1973 bis 1975 absolvierte er den 16. Generalstabslehrgang Heer an der Führungsakademie der Bundeswehr in Hamburg, wo er zum Offizier im Generalstabsdienst ausgebildet wurde. Im Stabsdienst war er in verschiedenen Funktionen tätig, darunter auch ab 1985 drei Jahre im Ministerbüro von Bundesverteidigungsminister Manfred Wörner als dessen Adjutant. Als Kommandeur der Gebirgsjägerbrigade 23 Bayern, ab Oktober 1988, erlebte Neubauer die militärischen Umstrukturierungen nach der Wiedervereinigung. Ende September 1991 gab er das Kommando ab und wurde erste Kommandeur der Deutsch-Französischen Brigade, was er bis 1993 blieb. Später wurde er als Brigadegeneral stellvertretender Kommandeur der 10. Panzerdivision und dort auch Kommandeur der Divisionstruppen. Zuletzt war Helmut Neubauer ab 1998 Stellvertretender Kommandierender General des Eurokorps in Straßburg. Mit Ablauf des September 2001 wurde er in den Ruhestand versetzt.
Nach dem Abschied vom aktiven Dienst engagierte sich Neubauer als Gründungspräsident des Lions Club in Müllheim.
Neubauer ist verheiratet, evangelisch und hat zwei Söhne sowie eine Tochter.

## Schriften (Auswahl)
- Die Deutsch-Französische Brigade–vom politischen Symbol zum einsatzfähigen Großverband. In: Ernst Martin (Hg.): Eurokorps und Europäische Einigung, Edition Zeitgeschichte, Bonn, 1996, S. 352–372.
- Erfahrungen mit militärischer Integration in Europa am Beispiel des Eurokorps. In: Werner Hoyer, Gerd Kaldrack (Hg.): Europäische Sicherheits- und Verteidigungspolitik (ESVP), Nomos, 2002, S. 58–67.
- Neue Aspekte in der deutschen Sicherheitspolitik?. In: Revue d’Allemagne et des pays de langue allemande, tome 34 n°4, octobre-décembre 2002, S. 509–526.